# Them vs. You vs. Me
Them vs. You vs. Me è il quinto album in studio del gruppo musicale alternative rock canadese Finger Eleven, pubblicato nel 2007.

## Tracce
1. Paralyzer – 3:28
2. Falling On – 3:07
3. I'll Keep Your Memory Vague – 3:46
4. Lost My Way – 3:59
5. So-So Suicide – 3:15
6. Window Song – 3:39
7. Sense of a Spark – 2:55
8. Talking to the Walls – 4:04
9. Change the World – 3:46
10. Gather & Give – 3:11
11. Easy Life – 5:12

## Formazione
- Scott Anderson - voce
- James Black - chitarra
- Rick Jackett - chitarra
- Sean Anderson - basso
- Rich Beddoe - batteria